# Невозможная планета
«Невозможная планета» (англ. The Impossible Planet) — серия британского научно-фантастического телесериала «Доктор Кто». Впервые была показана 3 июня 2006 года. Объединена сюжетом со следующей серией — «Темница Сатаны».

## Сюжет
В этой серии Доктор и его спутница Роза попадают на научно-исследовательскую базу, расположенную на планете, вращающейся вокруг чёрной дыры. Сразу по прибытии Доктора и Розы происходит сильный подземный толчок. ТАРДИС проваливается под землю вместе с 4 секциями базы. Неожиданно уды, обладающие телепатическими способностями, принимают сигнал от какой-то внешней силы, которая порабощает их и делает агрессивными. Научная база оказывается в ловушке, а вместе со всеми — Доктор и Роза.

## Влияние
Кер Тан в сентябрьском выпуске журнала National Geographic Daily News упоминает эту серию в дискуссии о возможности существования планет на орбите чёрной дыры.
Британские студенты-астрофизики (Лилиан Гарретт-Смитсон и др.) рассчитали, что подобная планета могла бы существовать. Статья об этом опубликована в журнале Physics Special Topics.